# Йенсен, Андерс Томас
Андерс Томас Йенсен (дат. Anders Thomas Jensen, род. 6 апреля 1972) — датский кинорежиссёр и сценарист.

## Карьера
Йенсен — кинематографист-самоучка, свои первые шаги в кино он совершил ещё в старшей школе. В дальнейшем, однако, он дважды безуспешно пытался поступить в Датскую Школу Кинематографии, и в конечном итоге поступил в университет на факультет риторики. Он самостоятельно учился писать сценарии и режиссировать, в дальнейшем став автором свыше 30 фильмов разных жанров.
Свою первую номинацию на Оскар Йенсен получил уже в 1996 году за короткометражный фильм «Эрнст и свет». В следующем году короткометражка Йенсена «Вольфганг» тоже получила номинацию на Оскар, а последовавшая за ней картина «В ночь выборов» — получила эту премию.
В 2000 году снятый по сценарию Йенсена фильм Кристиана Левринга The King Is Alive получил премию «Особый взгляд» на Каннском кинофестивале. В 2002 году Йенсен познакомился с режиссёром Сюзанной Бир, в дальнейшем вместе они создали целую серию фильмов, которые получили культовый статус — «Братья», «После свадьбы», «Месть». Кроме Бир, постоянными соавторами Йенсена стали режиссёры Кристиан Левринг и Лоне Схерфиг.
Уже в 2003-м Йенсен получил Honorary Bodil Award за вклад в датский кинематограф.
В 2005 году в прокат вышел третий собственный фильм Йенсена — «Адамовы яблоки». Фильм получил номинацию на кинопремию «Бодил», одну из наиболее престижных кинонаград Дании, выиграл сразу несколько призов на Брюссельском кинофестивале и был выдвинут от Дании на премию «Оскар» за лучший фильм на иностранном языке.
После «Адамовых яблок» Йенсен почти десять лет не снимал кино как режиссёр, сосредоточившись на работе сценариста. За эти годы Йенсен женился и стал отцом четверых детей. По признанию самого режиссёра, семейная жизнь во многом изменила его взгляд на мир. Всего к 2015 году Йенсен написал сценарии к более чем 30 кинофильмам.
В 2015 году, после десятилетнего перерыва, Йенсен выпустил свою четвёртую полнометражную картину — «Мужчины и куры». Уже в первые выходные проката в Дании на фильм было продано 90 тыс. билетов.
Пятый полнометражный фильм Йенсена вышел в 2020-м году. Его боевик «Рыцари справедливости» с Мадсом Миккельсеном в главной роли стала кассовым хитом — только первые выходные проката в Дании её посмотрели 150 тыс. зрителей, в дальнейшем было продано 600 тыс. билетов, в мировом прокате фильм прошёл в более чем 50 странах. Картина получила высокие оценки критиков и выиграла множество наград на международных кинофестивалях. По признанию Йенсена, он вложил в фильм всю фрустрацию и растерянность, которые испытывал сам, столкнувшись с кризисом среднего возраста.
В 2023 году Йенсен начал работу над новым режиссёрским проектом под рабочим названием Back to Reality («Назад к реальности»), главные роли в котором исполнят Мадс Миккельсен и Николай Ли Каас, уже снимавшийся у Йенсена в «Рыцарях справедливости». Проект был представлен на Каннском кинорынке Marché du Film, его релиз запланирован на осень 2025 года. Продюсирует ленту Zentropa Entertainments Ларса фон Триера.
В 2024-м году Йенсен получил специальный приз имени Эрика Баллинга от ассоциации Nordisk Film Foundation.

## Избранная фильмография
К 2020-му году Йенсен написал свыше 50 сценариев и снял 8 фильмов, среди них:
Режиссёр
- 1996 — «Эрнст и свет» / Ernst & Lyset — номинация на «Оскар» (1997) за лучший игровой короткометражный фильм.
- 1997 — «Вольфганг» / Wolfgang — номинация на «Оскар» (1998) за лучший игровой короткометражный фильм.
- 1998 — «В ночь выборов» / Valgaften — премия «Оскар» (1999) за лучший игровой короткометражный фильм.
- 2000 — «Мерцающие огни»
- 2003 — «Зелёные мясники»
- 2005 — «Адамовы яблоки»
- 2015 — «Мужчины и куры»
- 2020 — «Рыцари справедливости»

Сценарист
- «Последняя песнь Мифунэ» (1999)
- «Быстрые стволы» (1999)
- «Открытые сердца» (2002)
- «Зелёные мясники» (2003)
- «После свадьбы» (2006)
- «Герцогиня» (2008)
- «Новые жильцы» (2009) / Новые арендаторы / The New Tenants — получил премию «Оскар» (2010) за лучший игровой короткометражный фильм.
- «Месть» (2010) — премию «Оскар» как лучший фильм на иностранном языке
- «Меч короля» (2023)